# Anthony Jackson
Anthony Jackson (født 23. juni 1952 i New York) er en amerikansk elbassist. 
Jackson er en af de mest indspillede elbassister. Han har spillet på mere end 3000 plader og var en af de første bassister til at spille med seks strenge på bassen, kontra de normale fire strenge.
Jackson, der er en alsidig bassist, har spillet med bl.a. Buddy Rich, Chick Corea, Steve Gadd, Dave Weckl, Michel Petrucciani, Dizzy Gillespie, Paul Simon, Pat Metheny, Chaka Khan, Al Di Meola, Dennis Chambers, Michael Brecker, Michel Camilo, Harvey Mason, Lee Ritenour, Dave Grusin, Vinnie Colaiuta, Billy Cobham, Bill Watrous etc.